# Ungleichung von Beppo Levi
Die Ungleichung von Beppo Levi ist ein Resultat der Funktionalanalysis, einem Teilgebiet der Mathematik. Die Ungleichung geht auf den italienischen Mathematiker Beppo Levi (1875–1961) zurück und ist eng mit dem berühmten Projektionssatz verknüpft.

## Formulierung
Gegeben sei ein Prä-Hilbertraum {\displaystyle {\mathcal {H}}}, versehen mit der aus dem zugrundeliegenden Skalarprodukt herrührenden Norm {\displaystyle \|\cdot \|}. Weiter seien ein Untervektorraum {\displaystyle {\mathcal {M}}\subseteq {\mathcal {H}}} und drei Vektoren {\displaystyle x\in {\mathcal {H}}} sowie {\displaystyle y_{1},y_{2}\in {\mathcal {M}}} gegeben. Ist nun
{\displaystyle d=\inf _{y\in {\mathcal {M}}}\|x-y\|}
der Abstand von {\displaystyle x} zu {\displaystyle {\mathcal {M}}}, so gilt:
{\displaystyle \|y_{1}-y_{2}\|\leq {\sqrt {{\|x-y_{1}\|}^{2}-d^{2}}}+{\sqrt {{\|x-y_{2}\|}^{2}-d^{2}}}}.